# David Bruce Weishampel
El professor David Bruce Weishampel (nascut el 16 de novembre de 1952) és un paleontòleg americà del Centre d'Anatomia Funcional i Evolució de la Johns Hopkins University School of Medicine. Weishampel va rebre el seu PhD en geologia de la Universitat de Pennsilvània l'any 1981. La seva recerca es focalitza en la sistemàtica dels dinosaures, els dinosaures europeus del Cretaci superior, la mecànica de les mandíbules i la herbivorisme, cladística i heterocronia i la història de la biologia evolutiva. El treball més ben conegut de Weishampel és The Dinosauria University of California Press; 2a edició (1 de desembre de 2004). Va ser consultat per a Parc Juràssic i és un bon amic de Steven Spielberg. Ha rebut un "Academy Scientific and Technical Award".

## Publicacions seleccionades
- Weishampel, D. B., Dodson, P., and Osmólska, H. (eds.). 2004. The Dinosauria. 2a edició. Univ. California Press, Berkeley. 833 pp.
- Weishampel, D. B. & White, N. (eds.). 2003. The Dinosaur Papers: 1676-1906. Smithsonian Institution Press, Washington, D. C. 524 pp.
- Weishampel, D.B., C.-M. Jianu, Z. Csiki, and D.B. Norman. 2003. Osteology and phylogeny of Zalmoxes (n.g.), an unusual ornithopod dinosaur from the latest Cretaceous of Romania. J. Syst. Palentol. 1: 123-143.
- Jianu, C. M. & Weishampel, D. B. 1999. The smallest of the largest: a new look at possible dwarfing in sauropod dinosaurs. Geol. Mijnbouw 78: 335-343.
- Weishampel, D. B. 1996. Fossils, phylogeny, and discovery: a cladistic study of the history of tree topologies and ghost lineage durations. J. Vert. Paleont. 16: 191 197.
- Weishampel, D. B. 1995. Fossils, function, and phylogeny. In: Thomason, J. (ed.). Functional Morphology in Vertebrate Paleontology. Cambridge Univ. Press, New York. pp. 34-54.
- Weishampel, D. B. & Horner, J. R. 1994. Life history syndromes, heterochrony, and the evolution of Dinosauria. In: Carpenter, K., Horner, J. R., & Hirsch, K. (eds.). Dinosaur Eggs and Babies. Cambridge Univ. Press, New York. pp. 229 243.
- Heinrich, R. E., Ruff, C. B., & Weishampel, D. B. 1993. Femoral ontogeny and locomotor biomechanics of Dryosaurus lettowvorbecki (Dinosauria, Iguanodontia). Zool. J. Linn. Soc. 108: 179 196.
- Weishampel, D. B., Norman, D. B., & Grigorescu, D. 1993. Telmatosaurus transsylvanicus from the Late Cretaceous of Romania: the most basal hadrosaurid. Palaeontology 36: 361 385.
- Weishampel, D. B. 1993. Beams and machines: modeling approaches to analysis of skull form and function. In: Hanken, J. & Hall, B. K. (eds.) The Vertebrate Skull. Univ. Chicago Press, Chicago. pp. 303 344.
- Weishampel, D. B., Grigorescu, D., & Norman, D. B. 1991. The dinosaurs of Transylvania: island biogeography in the Late Cretaceous. Natl. Geogr. Res. 7: 68 87.
- Weishampel, D. B. 1991. A theoretical morphologic approach to tooth replacement in lower vertebrates. In: Vogel, K. & Schmidt Kittler, N. (eds.). Constructional Morphology and Biomechanics: Concepts and lmplications. Springer Verlag, Berlin. pp. 295 310.